# Rubén Marino Navarro
Rubén Marino Navarro (30 de març de 1933 - 14 de juliol de 2003) fou un futbolista argentí. Va formar part de l'equip argentí a la Copa del Món de 1962.